# Flood (album de Herbie Hancock)
Pour les articles homonymes, voir Flood.
Albums de Herbie Hancock
Man-Child
(1975) Secrets
(1976)
Flood est un album de jazz fusion enregistré en public en 1975 par Herbie Hancock. Enregistrements à Shibuya Kohkaido le 28 juin 1975, et à Nakano Sun Plaza le 1er juillet 1975, Tokyo, Japon.

## Titres
| No | Titre                      | Auteur                                   | Durée |
| -- | -------------------------- | ---------------------------------------- | ----- |
| 1. | Introduction/Maiden Voyage |                                          | 7:58  |
| 2. | Actual Proof               |                                          | 8:28  |
| 3. | Spank-A-Lee                | Mike Clark, Hancock, Paul Jackson        | 8:47  |
| 4. | Watermelon Man             |                                          | 5:50  |
| 5. | Butterfly                  | Hancock, Bennie Maupin                   | 12:44 |
| 6. | Chameleon                  | Hancock, Jackson, Harvey Mason, Maupin   | 10:24 |
| 7. | Hang up Your Hang Ups      | Hancock, Jackson, Melvin "Wah-Wah" Ragin | 19:54 |

## Musiciens
- Mike Clark – batterie
- Herbie Hancock – piano, Fender Rhodes, Clavinet, ARP Odyssey, ARP Soloist, ARP String Ensemble
- Paul Jackson – guitare basse
- Bennie Maupin – saxophones soprano et ténor, saxello, clarinette basse, flûte traversière, percussions
- Dewayne "Blackbyrd" McKnight – guitare électrique
- Bill Summers – congas, percussions